# Dick Loggere
Hermanus Pieter (Dick) Loggere (Amsterdam, 6 mei 1921 – Hilversum, 30 december 2014) was een Nederlandse hockeyer.
Loggere was lid van de hockeyvereniging Laren, waar hij vanaf 1937 deel uitmaakte van het eerste elftal. Hij maakte deel uit van de Nederlandse hockeyselectie op de Olympische Zomerspelen 1948 en de Olympische Zomerspelen 1952. In 1948 won hij de troostfinale tegen Pakistan met 4-1 en zodoende een bronzen medaille, vier jaar later was het zilver nadat in de finale met 6-1 verloren werd tegen titelverdediger India. Tussen 1946 en 1957 speelde hij 85 interlands, waarmee hij op dat moment recordhouder was. Op 11 mei 1961 nam hij met een nationaal kampioenschap voor Laren afscheid van het tophockey.
Loggere was buiten het hockeyveld een zakenman en oprichter van Loggere Metaalwerken.

## Palmares

### Hockey
- 1948:  Olympische Spelen
- 1952:  Olympische Spelen

André Boerstra · 
Henk Bouwman · 
Piet Bromberg · 
Harry Derckx · 
Han Drijver · 
Dik Esser · 
Wim van Heel · 
Roepie Kruize · 
Jenne Langhout · 
Dick Loggere · 
Ton Richter · 
Eddy Tiel ·
Coach: Huib du Pon
Jules Ancion · 
André Boerstra · 
Harry Derckx · 
Han Drijver · 
Dik Esser · 
Wim van Heel · 
Roepie Kruize · 
Dick Loggere · 
Lau Mulder · 
Eddy Tiel · 
Leo Wery ·
Coach: Rein de Waal